# Britanska Gvajana
Britanska Gvajana (eng. British Guiana) je bila ime engleske kolonije koja se nalazila na sjevernoj obali Južne Amerike. Danas je dijelom neovisne države Gvajane.
Prvi kolonizatori su bili Nizozemci koji su u te krajeve došli početkom 17. stoljeća i utemeljili kolonije Essequibo, Demeraru i Berbice.  Englezi su 1796. osvojili ove tri kolonije. Vraćene su nizemskoj Batavijskoj Republici 1802., a engleske postrojbe su ju vratile godinu poslije. Službeno je ustupljena Ujedinjenom Kraljevstvu 1814., a konsolidirana u samostalnu koloniju 1831. godine. Glavni grad ove kolonije je bio Georgetown (prije 1812. se zvao Stabroek). Gvajana se osamostalila od Ujedinjenog Kraljevstva 26. svibnja 1966. godine.